# Егорье (Вяземский район)
Егорье — деревня в Вяземском районе Смоленской области России. Входит в состав Тумановского сельского поселения. Население — 85 жителей (2007). 
Расположена в восточной части области в 26 км к северо-востоку от Вязьмы, в 1 км севернее автодороги М1 «Беларусь», на берегу реки Кавенка. В 6 км севернее деревни расположена железнодорожная станция Туманово на линии Москва — Минск. 

## История
В годы Великой Отечественной войны деревня была оккупирована гитлеровскими войсками в октябре 1941 года, освобождена в марте 1943 года. 